# ریاض کنیش
ریاض کنیش (انگلیسی: Ryad Kenniche؛ زادهٔ ۳۰ آوریل ۱۹۹۳) بازیکن فوتبال اهل الجزایر است.
از باشگاه‌هایی که در آن بازی کرده است می‌توان به باشگاه فوتبال اتحاد الحراش و باشگاه فوتبال وفاق سطیف اشاره کرد.
وی همچنین در تیم‌های ملی فوتبال زیر ۲۰ سال الجزایر و زیر ۲۳ سال الجزایر بازی کرده است.